# Азербайджан на літніх Олімпійських іграх 2000
2000 року на літніх Олімпійських іграх у Сіднеї, Азербайджанським спортсменам вперше вдалося завоювати золоту медаль.

## Медалісти
| Золото |                                                 |                                        |
| №      | Спортсмени                                      | Вид спорту (дисципліна)                |
| 1      | Земфіра Мефтахетдінова (Zəmrifə Məftahetdinova) | Стрільба, Жінки, стрільба по тарілках. |
| 2      | Намік Абдуллаєв (Namiq Abdullayev)              | вільна боротьба, 52 кг.                |

| Бронза |                                   |                         |
| №      | Спортсмени                        | Вид спорту (дисципліна) |
| 1      | Вугар Алекперов (Vuğar Ələkbərov) | Бокс, середня вага      |

## Склад олімпійської команди Азербайджану

### Бокс
- 60 кг: Махач Нуріддінов
- 67 кг: Руслан Хаїров
- 75 кг: Вугар Алекперов
- 81 кг: Алі Ісмаїлов
- 91 кг: Магомед Аріпгаджиєв

### Боротьба
Вільна боротьба
Азербайджан у ваговій категорії до 54 кг представляв Намік Абдуллаєв, срібний призер олімпійських ігор 1996 року. Намік у півфіналі здолав представника Греції Амірана Картанова. Суперником Абдуллаєва у фіналі був Семюель Хенсон зі США. Вигравши із загальним рахунком 4-3 Намік Абдуллаєв став олімпійським чемпіоном.
| Спортсмен       | Змагання | Попередній раунд   | 1/8 фіналу         | Чвертьфінали       | Півфінали                          | Втішний I раунд    | Втішний II раунд   | Фінал                                                                   |
| Спортсмен       | Змагання | Суперник Результат | Суперник Результат | Суперник Результат | Суперник Результат                 | Суперник Результат | Суперник Результат | Суперник Результат                                                      |
| --------------- | -------- | ------------------ | ------------------ | ------------------ | ---------------------------------- | ------------------ | ------------------ | ----------------------------------------------------------------------- |
| Намік Абдуллаєв | до 54 кг |                    |                    |                    | Аміран Картанов (GRE) перемога 5-3 | Не брав            | Не брав            | Flag of the United States.svg\|border Семюель Хенсон (USA) перемога 4-3 |

### Дзюдо
Спортсменів — 1
Змагання з дзюдо проводилися за системою на вибування. У втішні раунди потрапляли спортсмени, програвши півфіналістам турніру. Два спортсмени, що здобули перемогу у втішному раунді, в поєдинку за бронзу билися з переможеними у півфіналі.
Чоловіки
| Спортсмен       | Категорія | 1/32                                 | 1/16                                | 1/8                                  | Чвертьфінали                           | Півфінали          | Перший доп. раунд  | Втішний чвертьфінал                | Втішний півфінал                       | За 3 місце Фінал   | Місце |
| Спортсмен       | Категорія | Суперник Результат                   | Суперник Результат                  | Суперник Результат                   | Суперник Результат                     | Суперник Результат | Суперник Результат | Суперник Результат                 | Суперник Результат                     | Суперник Результат | Місце |
| --------------- | --------- | ------------------------------------ | ----------------------------------- | ------------------------------------ | -------------------------------------- | ------------------ | ------------------ | ---------------------------------- | -------------------------------------- | ------------------ | ----- |
| Ельчин Ісмаїлов | до 60 кг  | Брендон Крукс (NZL) поб. 1012 — 0001 | Давид Морето (SUI) поб. 1000 — 0100 | Натік Багіров (BLR) поб. 1100 — 0010 | Алішер Мухтаров (UZB) пор. 0011 — 1010 | Не пройшов         |                    | Омар Ребахі (ALG) поб. 1010 — 0000 | Базарбек Донбай (KAZ) пор. 0001 — 0100 | Не пройшов         | 7     |

### Легка атлетика
Чоловіки
- 100 метрів: Теймур Гасимов
- 800 метрів: Фаік Багіров
- потрійний стрибок: Сергій Бочков

Жінки
- ходьба на 20 км: Аїда Ісаєва

### Плавання
Чоловіки
- 50 метрів вільним стилем: Еміль Гулієв

Жінки
- 50 метрів вільним стилем: Аліса Халєєва

### Стрибки у воду
Спортсменів — 1
в індивідуальних стрибках у попередніх раундах складалися результати кваліфікації та півфінальних стрибків. За їх результатами у фінал проходило 12 спортсменів. У фіналі вони починали з результатами півфінальних стрибків.

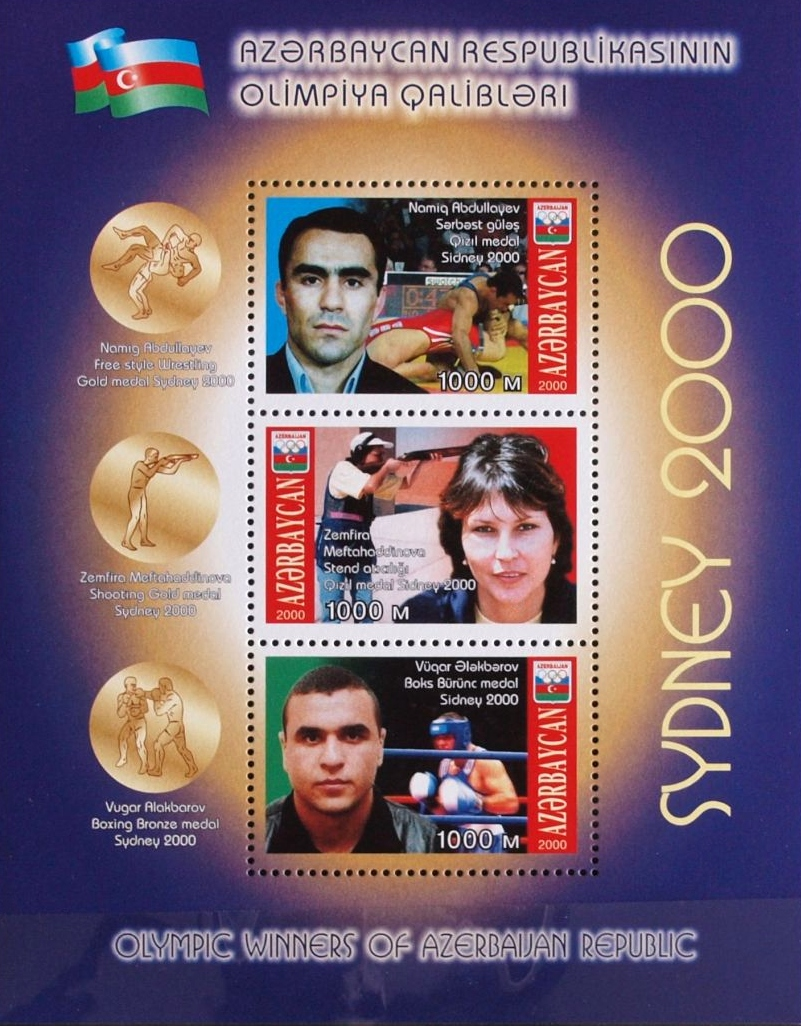
Поштова марка Азербайджану, присвячена азербайджанським спортсменам — призерам літніх Олімпійських Ігор 2000

Чоловіки
| Спортсмен        | Змагання | Кваліфікація | Кваліфікація | Півфінал   | Півфінал   | Всього     | Фінал      | Фінал      | Всього | Місце |
| Спортсмен        | Змагання | Очок         | Місце        | Очок       | Місце      | Всього     | Очок       | Місце      | Всього | Місце |
| ---------------- | -------- | ------------ | ------------ | ---------- | ---------- | ---------- | ---------- | ---------- | ------ | ----- |
| Еміль Джабраїлов | вишка    | 334,74       | 26           | Не пройшов | Не пройшов | Не пройшов | Не пройшов | Не пройшов | 334,74 | 26    |

### Стрільба
Всього спортсменів — 1
Після кваліфікації найкращі спортсмени за очками проходили у фінал, де продовжували з очками, набраними у кваліфікації. У деяких дисциплінах кваліфікація не проводилася. Там спортсмени виявляли найсильнішого в один раунд.
Жінки
| Спортсмен     | Змагання       | Кваліфікація | Місце | Фінал      | Місце      | Всього | Місце |
| ------------- | -------------- | ------------ | ----- | ---------- | ---------- | ------ | ----- |
| Ірада Ашумова | Пістолет, 10 м | DNF          | DNF   | Не пройшла | Не пройшла |        | —     |

### Важка атлетика
Спортсменів — 2
У рамках змагань з важкої атлетики проводяться дві вправи — ривок та поштовх. У кожній із вправ спортсмену дається 3 спроби, в яких він може замовити будь вага, кратний 2,5 кг. Переможець визначається за сумою двох вправ.
Чоловіки
| Спортсмен         | Категорія | Вага  | Ривок | Ривок | Ривок | Поштовх | Поштовх | Поштовх | Всього | Місце |
| Спортсмен         | Категорія | Вага  | 1     | 2     | 3     | 1       | 2       | 3       | Всього | Місце |
| ----------------- | --------- | ----- | ----- | ----- | ----- | ------- | ------- | ------- | ------ | ----- |
| Ельхан Сулейманов | до 62 кг  | 61,84 | 130,0 | 135,0 | 135,0 | 162,5   | 162,5   | 162,5   | 292,5  | 8     |

Жінки
| Спортсмен       | Категорія | Вага  | Ривок | Ривок | Ривок | Поштовх | Поштовх | Поштовх | Всього | Місце |
| Спортсмен       | Категорія | Вага  | 1     | 2     | 3     | 1       | 2       | 3       | Всього | Місце |
| --------------- | --------- | ----- | ----- | ----- | ----- | ------- | ------- | ------- | ------ | ----- |
| Тарана Аббасова | до 53 кг  | 52,78 | 70,0  | 75,0  | 75,0  | 85,0    | 90,0    | 92,5    | 165,0  | 10    |